# Sondre Sørtveit
Sondre Gjerdevik Sørtveit , né le 15 août 1988 à Bergen, est un coureur cycliste norvégien.

## Palmarès
- 2006
  -  Champion de Norvège du contre-la-montre par équipes juniors (avec Ken Sebastian Vassdal et Anders Lund)
- 2009
  - 4e étape du Ringerike Grand Prix
- 2012
  - Systemkjøkken GP
- 2013
  - 3e étape du Circuit des Ardennes international (contre-la-montre par équipes)